# Эпистрофей
Эпистрофе́й (от др.-греч. ἐπιστρέφω — «поворачиваюсь», «вращаюсь»), или а́ксис (лат. axis), — второй шейный позвонок у наземных позвоночных животных, в том числе человека. По строению отличается от прочих шейных позвонков в связи с наличием зубовидного отростка, вокруг которого вращается первый шейный позвонок атлант вместе с сочленяющимся с ним черепом. Эти два позвонка образуют механизм для движения головы вокруг вертикальной оси и для её наклонов.

## Особенности строения
Эпистрофей отличается от других позвонков наличием зуба (лат. dens) — отростка, отходящего вверх от тела позвонка. Зуб имеет верхушку (apex) и две суставные поверхности. Передняя суставная поверхность (facies articularis anterior) сочленяется с ямкой зуба на задней поверхности атланта, образуя срединный атлантоосевой сустав. Задняя суставная поверхность соединяется с поперечной связкой атланта. По бокам тела эпистрофея находятся верхние суставные поверхности (лат. facies articulares superiores), которые, соединяясь с нижними суставными поверхностями атланта, образуют латеральные атлантоосевые суставы. Нижние суставные поверхности (лат. facies articulares inferiores) служат для сочленения эпистрофея с третьим шейным позвонком.